# Otto II z Brandenburgii
Otto II z Brandenburgii zwany Szczodrym (ur. po 1147, zm. 4 lipca 1205) – trzeci margrabia Brandenburgii od 1184 do 1205.

## Życie
Pochodził z dynastii askańskiej. Był najstarszym synem Ottona I brandenburskiego i Judyty Bolesławówny, córki księcia polskiego Bolesława Krzywoustego.
Po odziedziczeniu tronu po swoim ojcu utwierdzał władzę Brandenburgii tocząc wojny przeciwko książętom słowiańskim i duńskiemu królowi Kanutowi VI. Zimą 1198 najechał i zagrabił znajdujące się w duńskich rękach Pomorze. Zjednoczyl swoje terytoria w następnym roku organizując wyprawę na Rugię. Zagroził również Hamburgowi.
W 1200 i 1203 poparł Filipa Szwabskiego przeciwko cesarzowi Ottonowi IV.
Po śmierci Ottona II władzę w Brandenburgii odziedziczył Albrecht II.

## Genealogia
| Albrecht Niedźwiedź ur. ok. 1100 zm. 18 XI 1170 | Albrecht Niedźwiedź ur. ok. 1100 zm. 18 XI 1170 |                                     |                                     | Sophie z Winzenburga ur. 1105 zm. 6 lub 7 VII 1160 | Sophie z Winzenburga ur. 1105 zm. 6 lub 7 VII 1160 |  |  | Bolesław III Krzywousty ur. 20 VIII 1086 zm. 28 X 1138 | Bolesław III Krzywousty ur. 20 VIII 1086 zm. 28 X 1138 |                                               |                                               | Salomea z Bergu ur. zap. 1099 zm. 27 VII 1144 | Salomea z Bergu ur. zap. 1099 zm. 27 VII 1144 |
|                                                 |                                                 |                                     |                                     |                                                    |                                                    |  |  |                                                        |                                                        |                                               |                                               |                                               |                                               |
|                                                 |                                                 |                                     |                                     |                                                    |                                                    |  |  |                                                        |                                                        |                                               |                                               |                                               |                                               |
|                                                 |                                                 | Otton I ur. ok. 1130 zm. 7 III 1184 | Otton I ur. ok. 1130 zm. 7 III 1184 |                                                    |                                                    |  |  |                                                        |                                                        | Judyta ur. 1130–1135 zm. 8 VII m. 1171 a 1175 | Judyta ur. 1130–1135 zm. 8 VII m. 1171 a 1175 |                                               |                                               |
|                                                 |                                                 |                                     |                                     |                                                    |                                                    |  |  |                                                        |                                                        |                                               |                                               |                                               |                                               |
|                                                 |                                                 |                                     |                                     |                                                    |                                                    |  |  |                                                        |                                                        |                                               |                                               |                                               |                                               |
|                                                 |                                                 |                                     |                                     |                                                    |                                                    |  |  |                                                        |                                                        |                                               |                                               |                                               |                                               |

|  |  |  |  | Otton II (ur. po 1147, zm. 4 VII 1205) |